# Age of Empires: Mythologies
Age of Empires: Mythologies é um Estratégia por turnos baseado em Age of Mythology. Ele é uma sequência para Age of Empires: The Age of Kings para Nintendo DS.